# 전국장애인체육대회
전국장애인체육대회(全國障碍人體育大會)는 대한민국에서 매년 개최되는 장애인 종합 스포츠 경기 대회이다. 1981년에 처음 개최되었으며, 제25회부터 대한장애인체육회가 주최한다. 매년 개최되고 있으나, 1988년에는 서울 장애인올림픽으로, 2020년에는 코로나19 범유행으로 인해 개최되지 않았다.

## 종목
제 39회 기준 전국장애인체육대회의 종목은 다음과 같다.
| - 게이트볼 - 골볼 - 골프 - 휠체어 농구 - 당구 - 댄스스포츠 - 론볼 - 배드민턴 - 보치아 - 볼링 | - 사격 - 쇼다운 - 수영 - 슐런 - 싸이클 - 양궁 - 역도 - 요트 - 유도 - 육상 | - 조정 - 좌식 배구 - 축구 - 카누 - 탁구 - 태권도 - 트라이애슬론 - 휠체어 럭비 - 휠체어 테니스 - 휠체어 펜싱 |

## 체육대회가
전국장애인체육대회 규정 제9조에 따라 체육대회가는 2000년 제20회 대회부터 사용한 성춘복 작사, 김정길 작곡의 "우리는 하나"를 사용한다.
전국장애인체육대회 개회식에서 대회기 게양과 함께 '우리는 하나'가 연주된다. 이 곡은 장애인과 비장애인이 하나가 되는 것을 의미한다.
마음은 하나 하나 되기 위하여

우리는 오늘 힘을 모아 겨룬다

바윗들 믿음같이 한 몸 이루게

어여쁜 목숨 반짝 별로 밝히자

아름답고 장하도다 우리의 역사

건강하고 맴짜도다 새벽의 우리